# Arduin Longobardul
Arduin a fost un nobil longoabrd de limba greacă din sudul Italiei care inițial a luptat alături de bizantini și împotriva sarazinilor în Sicilia, iar apoi contra lor din postura de conducător al unei cete de mercenari normanzi.  
Arduin a fost conducătorul trupelor încredințate de principele Guaimar al IV-lea de Salerno bizantinilor pentru expediția preconizată de generalul George Maniakes asupra Siciliei în anul 1038. Potrivit cronicarului Amato de Montecassino, Arduin a refuzat să predea comandantului bizantin un cal capturat de la sarazini, drept pentru care Maniakes a ordonat să fie dezbrăcat și biciuit. Oricare ar fi fost adevărul, cert este că Arduin și contingentul său salernitan, alături de mercenarii normanzi trimiși de același Guaimar și de varegii trimiși de împăratul Constantin al IX-lea Monomahul) au abandonat Sicilia pentru a reveni în Italia continentală.
În continuare, catepanul bizantin, Mihail Doukeianos, l-a numit în funcția de topoterites de Melfi. La puțin timp, Arduin s-a răsculat împotriva autorității grecești din Apulia și, alături de mercenarii normanzi, s-a raliat defecțiunii lui Argyrus. Mai întâi, conducătorul nominal al insurecției, Atenulf al IV-lea de Benevento, s-a predat grecilor, iar apoi Argyrus. Apoi, normanzii, ignorându-l pe Arduin (care de asemenea ar fi fost cumpărat de către bizantini), și-au ales propriul conducător în persoana lui Guillaume Braț de Fier din familia Hauteville, în vreme ce Arduin a dispărut complet din istorie.